# Rowdy & Zwick
Rowdy & Zwick (Originaltitel: Flea-Bitten!) ist eine australische Zeichentrickserie. Die Ausstrahlung startete am 22. September 2012 auf Nine Network. Die deutschsprachige Ausstrahlung begann am 15. Januar 2014 auf KiKA. Die Hauptzielgruppe der Serie sind Kinder zwischen 6 und 9 Jahren.

## Handlung
Zu Weihnachten bekommen zwei Geschwister von ihren Eltern den kleinen Hund Rowdy geschenkt, den sie sofort in ihr Herz schließen. Bei einem Familienausflug lehnt er sich jedoch etwas zu weit aus dem fahrenden Auto und fällt unbemerkt hinaus. Daraufhin landet Rowdy in einem Tierheim, wo er den Floh Zwick kennenlernt. Gemeinsam fliehen sie aus dem Tierheim und versuchen fortan, Rowdys Familie wiederzufinden. Dabei erleben die beiden die verschiedensten Abenteuer, die sie gemeinsam meistern.

## Episoden
Von Rowdy & Zwick wurden insgesamt 52 zwölfminütige Episoden in 2 Staffeln produziert.

## Rezeption
Rowdy & Zwick wurde 2012 mit einem AWGIE Award der Australian Writers’ Guild ausgezeichnet. Christopher Elves erhielt 2013 für die Musik der Serie den APRA / Screen Music Award in der Kategorie „Best Music For Childrens Television“. Des Weiteren erhielt Rowdy & Zwick Nominierungen für die AACTA Awards 2013 in der Kategorie „Best Children’s Television Series“ sowie die Asian Television Awards 2012 in der Kategorie „Best 2D Animation“.

## Produktion
Die von Gillian Carr für das australische Nine Network produzierte Serie wurde erstmals auf der Fernsehmesse MIPTV im April 2011 im französischen Cannes der Öffentlichkeit vorgestellt.